# 雪の朝ロビンのように
「雪の朝ロビンのように」（ゆきのあさロビンのように）は、日本のネオアコ・バンドである b-flower の 2nd シングル。1994年10月26日に東芝EMIより発売。

## 収録曲
1. 雪の朝ロビンのように (4:19)
  - 作詞・作曲：八野英史、編曲：b-flower・外間隆史・冨田恵一
  - 4thアルバム『Grocery Andromeda』からのシングルカット。
2. 何だかまだよく判らない (3:08)
  - 作詞・作曲：八野英史、編曲：b-flower・細海魚
  - 同じく『Grocery Andromeda』より。

## 備考
- 2010年現在、廃盤。